# Дьякону, Сержиу Иванович
Се́ржиу (Сергей) Иванович Дья́кону (рум. Sergiu Diaconu; род. 16 февраля 1978, Страшены) — молдавский футболист, вратарь.

## Карьера
Выступал во многих клубах Молдавии: «Зимбру», «Олимпия», «Хэппи Энд», «Политехника», «Рапид», «Искра-Сталь», «Верис». Также выступал в Казахстане за ФК «Восток»,
«Энергетик» (Павлодар) и «Спартак».
В России находился в командах «Ротор» и «СКА-Энергия», но в матчах чемпионата участия не принимал. Лишь в 2003 году принимал участие в матчах Кубка Премьер-Лиги, в котором сыграл за «Ротор» во всех 4 матча (пропустил пять голов).
В 2006 году был на просмотре в белорусских клубах «Днепр» и «Торпедо» (Жодино), но контракт с этими клубами не подписал.

## Достижения

### Командные
- Двукратный победитель чемпионата Молдавии: 1998/1999, 1999/2000.
- Победитель Дивизиона «A» Молдавии: 2012/2013.

## Семья
Женат. Имеет трое детей.